# Volta a Turíngia
La Volta a Turíngia (en alemany Thüringen-Rundfahrt) és una competició ciclista per etapes que es disputà a l'estat de Turíngia, Alemanya. La cursa formava part de l'UCI Europa Tour en la categoria 2.2U, estant reservada a ciclistes menors de 23 anys.
La primera edició de la cursa es disputà el 1976 i des d'aquell moment es disputà ininterrompudament, amb excepció del 1991, fins al 2013, darrer any en què es va disputar. Fins aquell any la cursa havia estat organitzada per TeamSpirit GmbH sota la direcció de Jörg Werner, però amb la seva retirada la cursa va desaparèixer del calendari.
Uwe Ampler, amb tres victòries, és el ciclista que més vegades l'ha guanyat.

## Palmarès
| Any  | Vencedor              | Segon                 | Tercer               |
| ---- | --------------------- | --------------------- | -------------------- |
| 1976 | Joachim Vogel         | Bernd Fischer         | Ladislav Heller      |
| 1977 | Andreas Neuer         | Peter Koch            | Michael Schiffner    |
| 1978 | Norbert Dürpisch      | Joachim Hentzen       | Detlef Kletzin       |
| 1979 | Hans-Joachim Hartnick | Andreas Petermann     | Bernd Drogan         |
| 1980 | Andreas Petermann     | Olaf Ludwig           | Thomas Barth         |
| 1981 | Andreas Petermann     | Detlef Macha          | Bodo Straubel        |
| 1982 | Uwe Raab              | Hardy Gröger          | Matthias Lendt       |
| 1983 | Mario Hernig          | Uwe Ampler            | Dan Radtke           |
| 1984 | Matthias Lendt        | Harald Wolf           | Bodo Straubel        |
| 1985 | Uwe Ampler            | Andreas Lux           | Lutz Lötzsch         |
| 1986 | Uwe Ampler            | Matthias Lendt        | Hardy Gröger         |
| 1987 | Uwe Ampler            | Jens Heppner          | Matthias Lendt       |
| 1988 | Olaf Ludwig           | Jan Schur             | Stephan Gottschling  |
| 1989 | Steffen Rein          | Thomas Barth          | Uwe Raab             |
| 1990 | Bert Dietz            | Falk Boden            | Frank Khün           |
| 1991 | no disputada          |                       |                      |
| 1992 | Bert Dietz            | Jörn Reuss            | Achmed Wolke         |
| 1993 | Ralf Schmidt          | Alexander Kastenhuber | Steffen Uslar        |
| 1994 | Steffen Uslar         | Jens Zemke            | Thomas Liese         |
| 1995 | Steffen Blochwitz     | Josef Holzmann        | Timo Scholz          |
| 1996 | Michael Schlickum     | Thomas Liese          | Martin Müller        |
| 1997 | Timo Scholz           | Thomas Liese          | Ronny Lauke          |
| 1998 | Lars Teutenberg       | Thomas Liese          | Stephan Schreck      |
| 1999 | Stephan Schreck       | Gerhard Trampusch     | Jamie Burrow         |
| 2000 | Patrick Sinkewitz     | Mathias Jelitto       | Ronny Scholz         |
| 2001 | Christian Pfannberger | Mart Louwers          | Ronald Mutsaars      |
| 2002 | Pieter Weening        | Christian Knees       | Thomas Ziegler       |
| 2003 | Joost Posthuma        | Bernhard Kohl         | Pieter Weening       |
| 2004 | Thomas Dekker         | Rory Sutherland       | Marc de Maar         |
| 2005 | Kai Reus              | Luigi Sestili         | Miha Svab            |
| 2006 | Tony Martin           | William Walker        | Edvald Boasson Hagen |
| 2007 | Mathias Frank         | Tony Martin           | Mathias Belka        |
| 2008 | Patrick Gretsch       | Martin Reimer         | Tony Gallopin        |
| 2009 | Stefan Denifl         | Steven Kruijswijk     | Jack Bobridge        |
| 2010 | John Degenkolb        | Timothy Roe           | Rohan Dennis         |
| 2011 | Wilco Kelderman       | Jakob Steigmiller     | Tom Dumoulin         |
| 2012 | Rohan Dennis          | Johan Le Bon          | Marc Goos            |
| 2013 | Dylan van Baarle      | Lasse Norman Hansen   | Damien Howson        |